# Capelleta de Sant Pere
La Capelleta de Sant Pere és una obra de la Ràpita (Montsià) inclosa a l'Inventari del Patrimoni Arquitectònic de Catalunya.

## Descripció
La fornícula amb arc apuntat i emmarcat amb fusta, es troba a l'interior de l'edifici de confraria dels pescadors de Sant Pere -planta baixa i pis, porta amb carreus i llinda a la qual hi posa "L.B. 1928". La imatge del patró de la confraria és de guix policromat.

## Història
La confraria de pescadors de Sant Pere és de les més antigues de Tortosa i s'ha de tindre en compte que els pescadors de la Ràpita provenen tots de tortosins.
Hi ha informació sobre ells als "fulls rapitencs".